# 莫法尼亞
莫法尼亞共和國（The Republic of Molvanîa）是一個虛構國家，2003年由三名澳洲影視工作者創作，發行莫法尼亞旅遊指南。該虛構旅遊書全名為《莫法尼亞：沒被現代牙醫觸碰過的土地》（Molvanîa: a Land Untouched by Modern Dentistry)，在書中，該國家位於東歐，是百日咳的發源地，亦擁有全歐洲歷史最久的核反應堆，書本在澳洲大受歡迎，澳洲航空制作了半小時的紀錄片介紹該國，並在國際航班上播放，該出版社在往後再推出幾本類似的旅遊書。

## 背景
莫法尼亞雖然是一个虛構國家，但當中的描述到处充斥着對東歐的各种刻板印象。該書虽无法明確說明模範尼亞的位置，但地理特徵近似烏克蘭、斯洛伐克及摩尔多瓦。不過該書卻說該國与德國、斯洛伐克、斯洛文尼亞、匈牙利及羅馬尼亞接壤（根据现实世界中的地理关系和该书中提供的莫法尼亚国版图来看，这是不可能的）。
莫法尼亞在歷史上基本上是一片內戰頻生的蛮荒之地，其内種族矛盾尖銳。經歷多場戰役後，各部族最終整合單一國家，但该国的历任君主均殘暴無度。直到19世紀，君主制終被推翻，王室被迫流亡國外，但王室仍受不少百姓支持。二次大戰時，該國與納粹德國結盟，戰後被蘇聯佔領，并由苏联紅軍建立了傀儡政府。1989年東歐共產政權相繼倒台後，莫法尼亞進入獨裁統治年代，政府背後與黑手黨有緊密連繫，官員貪污腐败嚴重。
該國土地相當貧瘠，污染惡劣，國民相當貧乏，基建設施極度匱乏，潔淨水、電力依然是稀有品。該旅遊書又指酒店又小又穢，活像危樓。當地的菜餚让人反胃，所有旅遊景點都很沉悶无趣，且乱收費现象严重。至於该国国民更是粗魯、污穢、甚至有點神經質，有不少奇怪傳統和信仰。該國主教叫Fyodor，是一個典型俄羅斯名字。
莫法尼亞语相當複雜，一般要學習長達16年，聲調、高低音會構成不同意思，每個字也有陰性、陽性、中性以及一种用来表示各种奶酪的四种屬性，各有專屬冠詞。國內有些語言學校專供旅客報讀，但該旅遊書卻說那些課程纯属浪費時間。

## 評價
自這本虛構旅遊書成功後，類似的出版社再出版非旦(Phaic Tăn，南亞)及聖索貝奧(San Sombrèro，南美)兩本風格近似的作品。英國前英聯邦部長Keith Vaz批評莫法尼亞一書引用了大量在歐洲根深蒂固關於東歐的偏見，並指有些人可能會以為這是一個真實國度。

## 外部連結
- 旅遊指南帶你遊虛構國度 偽造東歐國家瞎編歷史與語言(蘋果日報 )[永久]
- Official Site for Molvanîa （页面存档备份，存于）
- Molvanîa spoof mocks travel books （页面存档备份，存于）, BBC
- Laughs in Land That Dentistry Forgot （页面存档备份，存于）, The Age
- Welcome to Molvania[永久], The Globe and Mail